# Martial Brousse
Martial Brousse, né le 26 septembre 1893 à Seilhac (Corrèze) et mort le 11 décembre 1980 à Verdun (Meuse), est un homme politique français.

## Biographie
Fils d'agriculteur, il est titulaire d'un diplôme d'ingénieur agronome.
Il est mobilisé lors de la Première Guerre mondiale et combat à Verdun, atteignant le grade de lieutenant en 1919. Il est décoré de la Croix de guerre et est Chevalier de la Légion d'honneur à titre militaire.
Après la guerre, il reprend l'exploitation de son père à Braquis en Meuse et prend la présidence de plusieurs coopératives agricoles locales. En 1929, il devient secrétaire général de la Chambre d'agriculture de la Meuse et, en 1937, président de l'Union des cultivateurs meusiens. Il s'engage en politique en rentrant au conseil municipal de Braquis en 1929 et en devient maire en 1936.
Il est remobilisé lors de la Seconde Guerre mondiale en 1939 et prend le commandement d'une compagnie d'infanterie sur la ligne Maginot, puis est attaché à l'Etat-Major de la 3e armée. A la Libération, il est élu président de l'Union départementale de la Confédération générale de l'agriculture pour la Meuse et devient membre du bureau national. Il en est le président de mars 1946 à novembre 1948. Il abandonne ses fonctions à la suite de son élection comme sénateur de la Meuse. Il est réélu en 1952 et 1958.
En 1952, il est promu officier de la Légion d'honneur. En 1958, il vote pour les pleins pouvoirs et la révision constitutionnelle pour la Cinquième République.
Il retrouve son poste de sénateur de la Meuse le 26 avril 1959 avec son colistier François Schleiter, et est réélu en 1965. En 1974, arrivant en troisième position dans la Meuse après le premier tour, il décide de se retirer. Il reste maire de Braquis jusqu'à sa mort.

## Distinctions
- Officier de la Légion d'honneur
- Chevalier du Mérite agricole
- Chevalier du Mérite

## Détail des fonctions et des mandats

### Mandats parlementaires
Sénat
Sous la Quatrième République
- 7 novembre 1948 - 18 mai 1952 : Sénateur de la Meuse
- 18 mai 1952 - 8 juin 1958 : Sénateur de la Meuse
- 8 juin 1958 - 26 avril 1959 : Sénateur de la Meuse

Sous la Cinquième République
- 26 avril 1959 - 26 septembre 1965 : Sénateur de la Meuse
- 26 septembre 1965 - 1er octobre 1974 : Sénateur de la Meuse

### Mandats locaux
Mairie
- 1936 - : Maire de Braquis
- mai 1945 - octobre 1947 : Maire de Braquis
- octobre 1947 - mai 1953 : Maire de Braquis
- mai 1953 - mars 1959 : Maire de Braquis
- mars 1959 - mars 1965 : Maire de Braquis
- mars 1965 - mars 1971 : Maire de Braquis
- mars 1971 - mars 1977 : Maire de Braquis
- mars 1977 - 11 décembre 1980 : Maire de Braquis